# Callosciurinae
Callosciurinae is een onderfamilie binnen de eekhoorns (Sciuridae), waartoe verschillende Aziatische eekhoornsoorten behoren. 

## Taxonomie
- Onderfamilie Callosciurinae
  - Geslachtengroep Callosciurini
    - Geslacht Callosciurus
    - Geslacht Dremomys
    - Geslacht Exilisciurus
    - Geslacht Glyphotes
    - Geslacht Hyosciurus
    - Geslacht Lariscus
    - Geslacht Menetes
    - Geslacht Nannosciurus
    - Geslacht Prosciurillus
    - Geslacht Rhinosciurus
    - Geslacht Rubrisciurus
    - Geslacht Sundasciurus
    - Geslacht Tamiops

  - Geslachtengroep Funambulini
    - Geslacht Funambulus